# Okręg Carpentras
Okręg Carpentras (fr. Arrondissement de Carpentras) – okręg w południowo-wschodniej Francji. Populacja wynosi 113 tysięcy.

## Podział administracyjny
W skład okręgu wchodzą następujące kantony:
- Beaumes-de-Venise,
- Carpentras-Nord,
- Carpentras-Sud,
- Malaucène,
- Mormoiron,
- Pernes-les-Fontaines,
- Sault,
- Vaison-la-Romaine.